# The Lord of the Rings Symphony
The Lord of the Rings: Symphony in Six Movements è una composizione di Howard Shore ottenuta rielaborando la colonna sonora della trilogia cinematografica de Il Signore degli Anelli per la quale lo stesso Shore ha ottenuto 2 premi oscar. L'opera ha richiesto 4 anni di lavoro ed è composta da 6 movimenti per orchestra sinfonica e coro misto. La sua prima esecuzione risale al 2003 a Wellington, in Nuova Zelanda, dove è stata eseguita dalla "New Zealand Symphony Orchestra and Chorus" diretta dallo stesso Howard Shore. Da allora ha collezionato una lunga serie di esecuzioni sold-out in tutto il mondo.

## I testi vocali
I testi cantati dal coro e dai solisti sono scritti nelle lingue inventate da Tolkien per il suo libro. Si tratta delle lingue Quenya, Sindarin, Khuzdûl, Adûnaic e altre oltre che di testi in inglese moderno e antico. Gli autori sono lo stesso Tolkien, il linguista David Salo e la sceneggiatrice Philippa Boyens.

## I movimenti
I movimenti della suite sono sei, due per ogni libro della trilogia. Ciascuno di questi movimenti contiene la musica di alcuni episodi del film al quale si riferisce. Essi sono:
La compagnia dell'anello
- Movement One

The Prophecy - Concerning Hobbits - The Shadow of the Past - A Short Cut to Mushrooms - The Old Forest - A Knife in the Dark
- Movement Two

Many Meetings - The Ring Goes South - A Journey in the Dark - The Bridge of Khazad-dûm - Lothlúrien - Gandalf's Lament - Farewell to Lórien - The Great River - The Breaking of the Fellowship
Le due torri
- Movement Three

Foundations of Stone - The Taming of Smeagol - The Riders of Rohan - The Black Gate is Closed - Evenstar - The White Rider - Treebeard - The Forbidden Pool
- Movement Four

The Hornberg - Forth Eolingas - Isengard Unleashed - Gollum's Song
Il ritorno del re
- Movement Five

Hope and Memory - The White Tree - The Steward of Gondor - Cirith Ungol - Anduril
- Movement Six

The End of All Things - The Return of the King - The Grey Havens - Into the West